# PRIMEPOWER
PRIMEPOWER（プライムパワー）は、富士通が販売していたUnixサーバのブランド・シリーズ名である。

## 概要
GP7000Fの後継シリーズとして、2000年5月より2007年まで販売された。2000年5月に発表された初期モデルはPRIMEPOWER800/1000/2000。CPU は SPARC V9アーキテクチャに準拠したものを自社開発している。OSにはSolarisを採用。
CPUから日本国内で設計/製造され、世界に量産出荷されている唯一のコンピュータである。
各種ベンチマークテストでしばしば一位になっている。管理ツールや監視ユーティリティ、HAクラスタなどのミドルウェアに力を入れることにより、欧州等でシェアを獲得した。
2002年には、HPCバージョンであるPRIMEPOWER HPC2500が宇宙航空研究開発機構のNSシステムに採用された。
後継シリーズは、SPARC Enterprise。